# Marengo (Iowa)
Marengo is een plaats (city) in de Amerikaanse staat Iowa, en valt bestuurlijk gezien onder Iowa County.

## Geschiedenis
De stad is officieel opgericht in juli 1859 maar is al de zetel voor Iowa County sinds augustus 1845, toen de zetel voor Iowa County werd bepaald in NE 1/4 of Sec. 25, township 81N R11 west. De stad is vernoemd naar het Italiaanse Marengo, waar in 1800 de Slag bij Marengo plaatsvond, wegens de aanblik die Marengo, Iowa zou hebben geboden. Deze zou lijken op die in het Italiaanse Marengo.

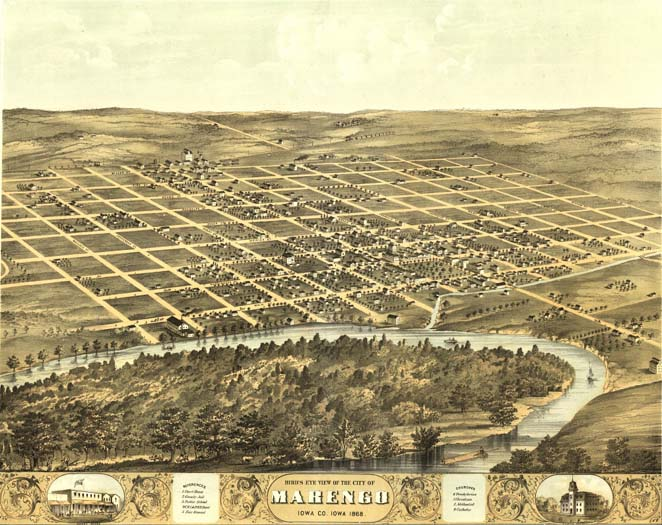
Marengo in 1868

In 1847 kreeg het plaatsje haar eigen gerechtsgebouw, welke in 1851 alweer werd vervangen. In 1861 bleek de bevolking in de county al dusdanig gegroeid door de immigranten, dat een groter gebouw, dit keer werd gekozen voor baksteen, noodzakelijk was. Opvallend genoeg werd in 1891, per referendum, besloten tot vervanging. Dit gebouw staat er nog steeds, en is sinds 1980 opgenomen in het National Register of Historic Places.

## Demografie
Bij de volkstelling in 2000 werd het aantal inwoners vastgesteld op 2535, verdeeld over 1057 huishoudens.
In 2006 is het aantal inwoners door het United States Census Bureau geschat op 2554, een stijging van 19 (0,7%). Verreweg het grootste deel van de bevolking is blank (98%). Het inkomen per hoofd van de bevolking bedroeg $17425 en 7,3% van de bevolking leeft onder de armoedegrens.

## Geografie
Volgens het United States Census Bureau beslaat de plaats een oppervlakte van 5,6 km², waarvan 5,4 km² land en 0,2 km² water. Marengo ligt op ongeveer 225 meter boven zeeniveau, en ten noorden van de stad is de rivier Iowa te vinden.

## Plaatsen in de nabije omgeving
De onderstaande figuur toont nabijgelegen plaatsen in een straal van 20 km rond Marengo.